# سرافیموفسکی
سرافیموفسکی (انگلیسی: Serafimovsky) یک شهرک در شهرستان تویمازینسکی استان باشقیرستان کشور روسیه است.